# 畑大雅
畑 大雅（はた たいが、2002年1月20日 - ）は、東京都西多摩郡瑞穂町出身のプロサッカー選手。ベルギー・プロ・リーグ・シント＝トロイデンVV所属。ポジションはディフェンダー（DF）。

## 来歴
祖父はアメリカ人で、父は元プロボクサー。松林少年SCでサッカーを始め、AZ'86東京青梅を経て、市立船橋高校へ進学。2018年からU-17日本代表に選出され、2019年には2019 FIFA U-17ワールドカップに出場し、チームは16強入りした。
また同年に行われた第98回全国高等学校サッカー選手権大会に出場し、優秀選手の一人に選出された。
2020年より、湘南ベルマーレへ加入した。8月5日、ルヴァンカップ第2節の柏レイソル戦でプロデビューを果たした。
2025年6月29日、海外移籍を前提とした準備のため湘南を離脱することが発表された。7月4日、ベルギーのシント＝トロイデンVVへの完全移籍が発表された。

## 所属クラブ
- 2008年 - 2010年 松林少年サッカークラブ（瑞穂町立瑞穂第四小学校）
- 2011年 - 2016年 AZ'86東京青梅（瑞穂町立瑞穂第二中学校）
- 2017年 - 2019年 船橋市立船橋高等学校
- 2020年 - 2025年6月  湘南ベルマーレ
- 2025年7月 -  シント＝トロイデンVV

## 個人成績
| 国内大会個人成績 | 国内大会個人成績   | 国内大会個人成績 | 国内大会個人成績 | 国内大会個人成績 | 国内大会個人成績 | 国内大会個人成績 | 国内大会個人成績 | 国内大会個人成績 | 国内大会個人成績 | 国内大会個人成績 | 国内大会個人成績 |
| 年度             | クラブ             | 背番号           | リーグ           | リーグ戦         | リーグ戦         | リーグ杯         | リーグ杯         | オープン杯       | オープン杯       | 期間通算         | 期間通算         |
| 年度             | クラブ             | 背番号           | リーグ           | 出場             | 得点             | 出場             | 得点             | 出場             | 得点             | 出場             | 得点             |
| 日本             | 日本               | 日本             | 日本             | リーグ戦         | リーグ戦         | リーグ杯         | リーグ杯         | 天皇杯           | 天皇杯           | 期間通算         | 期間通算         |
| ---------------- | ------------------ | ---------------- | ---------------- | ---------------- | ---------------- | ---------------- | ---------------- | ---------------- | ---------------- | ---------------- | ---------------- |
| 2020             | 湘南               | 26               | J1               | 15               | 0                | 2                | 0                | -                | -                | 17               | 0                |
| 2021             | 湘南               | 26               | J1               | 22               | 0                | 4                | 0                | 1                | 0                | 27               | 0                |
| 2022             | 湘南               | 26               | J1               | 18               | 0                | 2                | 0                | 0                | 0                | 20               | 0                |
| 2023             | 湘南               | 26               | J1               | 23               | 0                | 4                | 0                | 2                | 0                | 29               | 0                |
| 2024             | 湘南               | 3                | J1               | 30               | 4                | 1                | 0                | 1                | 0                | 32               | 4                |
| 2025             | 湘南               | 3                | J1               | 20               | 0                | 4                | 0                | 0                | 0                | 24               | 0                |
| ベルギー         | ベルギー           | ベルギー         | ベルギー         | リーグ戦         | リーグ戦         | リーグ杯         | リーグ杯         | ベルギー杯       | ベルギー杯       | 期間通算         | 期間通算         |
| 2025-26          | シント＝トロイデン | 3                | ジュピラー       |                  |                  | -                | -                |                  |                  |                  |                  |
| 通算             | 日本               | 日本             | J1               | 128              | 4                | 17               | 0                | 4                | 0                | 149              | 4                |
| 通算             | ベルギー           | ベルギー         | ジュピラー       | -                | -                | -                | -                | -                | -                | -                | -                |
| 総通算           | 総通算             | 総通算           | 総通算           | 128              | 4                | 17               | 0                | 4                | 0                | 149              | 4                |

出場歴
- Jリーグ初出場 - 2020年7月22日 J1第6節 鹿島アントラーズ戦 (Shonan BMW スタジアム平塚)
- Jリーグ初得点 - 2024年4月27日 J1第10節 北海道コンサドーレ札幌戦 (札幌ドーム)

## 代表歴
- U-17日本代表
  - 2019年 FIFA U-17ワールドカップ（ベスト16）
- U-21日本代表
  - 2022年 - AFC U23アジアカップ2022（3位）
- U-22日本代表
  - 2023年 - AFC U23アジアカップ予選
- U-22日本代表
  - 2021年 - AFC U-23アジアカップ予選（予選通過）